# كانغ مين
كانغ مين (هانغل: 강민) هو لاعب رياضة إلكترونية ‏ كوري الجنوبي، ولد في 15 مارس 1982 في سول في كوريا الجنوبية.